# Tonalidade paralela
Na teoria musical, tonalidade paralela ou homônima (também chamadas tônica maior paralela e menor paralela), indica tonalidades/escala musicais que possuem o mesmo nome, que iniciam com a mesta nota tônica (ou fundamental), mas que possuem modos diferentes (modo maior e modo menor).

## Significado
Uma tonalidade diz-se homônima quando o nome da nota musical que a representa é o mesmo para mais de uma tonalidade, cujas formações distinguem entre uma e outra. Tal termo só passa a ser empregado quando consideramos a existência de uma organização musical, geralmente por meio de uma escala musical, ou do temperamento definido.

## Exemplos
A tonalidade de Dó maior (C) compreende a existência sem acidentes das seguintes notas musicais, nesta ordem: C - D - E - F - G - A - B. Sua correspondente homônima seria a de Dó menor (C m), cujas notas componentes são, nesta ordem, C - D - E♭ - F - G - A♭ - B♭.
No início do século XIX, compositores (principalmente Robert Schumann) começaram a experimentar acordes vagamente retirados da chave de mesmo nome.

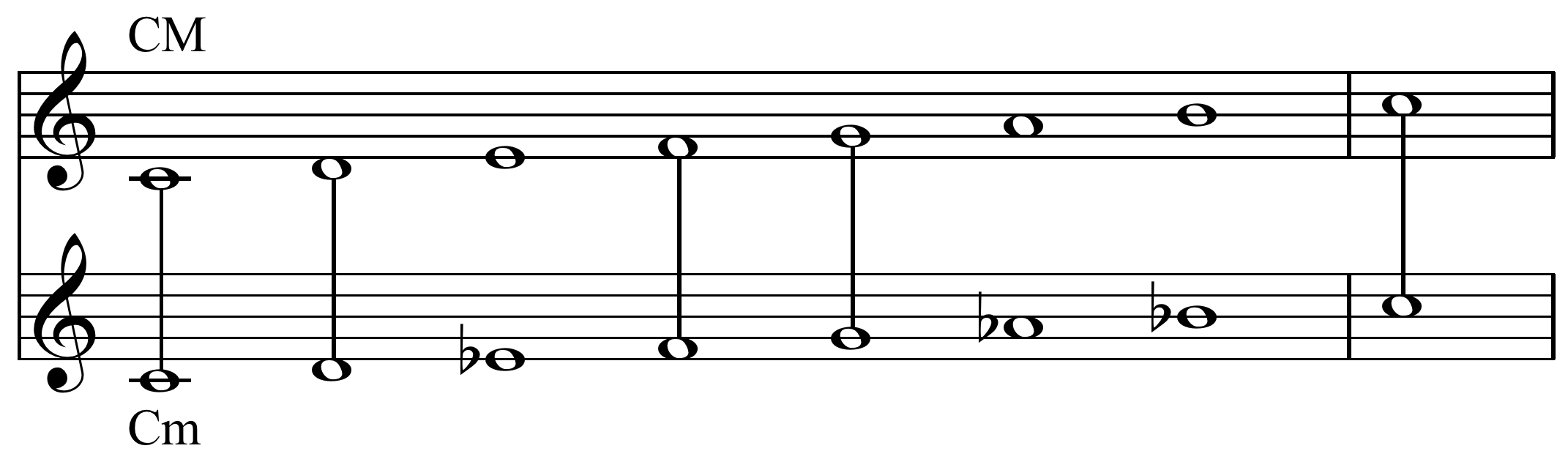
Escalas paralelas em C: modo maior (C) e modo menor (Cm) ; notas comuns conectada por uma linha vertical.

## Calculo da armadura paralela

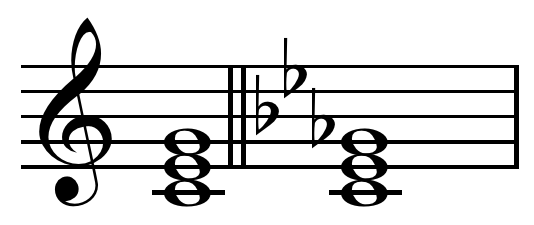
Notas tônicas paralelas de C maior (C), e C menor (Cm).

Para encontrar a armadura de clave do modo menor paralela de uma tonalidade do modo maior, adicione 3 bemóis (b) à armadura de clave. Por exemplo, a Fá maior (F) tem 1 bemol... adicionando 3 bemóis, obteremos 4 bemóis; significa que Fá menor (F m) tem 4 bemóis em sua armadura de clave (si, mi, la e ré).
Para encontrar a armadura de clave do maior homônimo de um tom do modo menor, adicione 3 sustenidos (#). Por exemplo, de Fá menor (F m) para Fá Maior (F): a Fá menor tem 4 bemóis (si, mi, la e ré)... ao adicionando 3 sustenidos (#), obteremos apenas 1 bemol (si).

## Ver Também
- Tonalidade relativa